# Un uomo per tutte le stagioni (Bolt)
Un uomo per tutte le stagioni (A Man for All Seasons), scritta per la radio nel 1954, è un'opera teatrale di Robert Bolt che ha debuttato a Londra nel 1960, poi a New York nel 1961, dove è stata premiata con cinque Tony Award nel 1962. Parte del successo era legata all'interpretazione di Paul Scofield nel ruolo del protagonista, interpretazione che gli valse il Tony Award al miglior attore protagonista in un'opera teatrale e l'Oscar al miglior attore nell'omonimo adattamento cinematografico con la regia di Fred Zinnemann (1966).

## Trama
Il dramma è incentrato sulla figura storica di Tommaso Moro, il suo spirito di giustizia e forza di carattere, che lo portarono allo scontro con Enrico VIII d'Inghilterra, opponendosi al suo divorzio da Caterina d'Aragona e alle nuove nozze con Anna Bolena. La sua fede in Dio non gli permise di schierarsi con il re contro il papa e questo atto gli costò la condanna a morte.

## Rappresentazioni
La prima rappresentazione di A Man for All Seasons è stata al Globe Theatre di Londra il 1º luglio 1960, per la regia di Noel Willman, scene e costumi di Motley, con Wynne Clark, Geoffrey Dunn, William Roderick, Willoughby Goddard, Beryl Andrews, Brian Harrison, Alexander Gauge, Richard Leech (Henry VIII), Pat Keen, John Bown, Leo McKern, Andrew Keir (Thomas Cromwell), Paul Scofield (Thomas More), John Carson.
La prima negli Stati Uniti è stata all'ANTA Theatre di New York il 22 novembre 1961, per un totale di 637 repliche. Come per la produzione londinese, regia di Noel Willman, scene e costumi di Motley, Paul Scofield nel ruolo di Thomas More e Leo McKern nel ruolo di Thomas Cromwell.
La prima italiana, con il titolo Uomo di ogni stagione, è stata portata in scena dalla Compagnia del Teatro della Cometa l'8 settembre 1961 al Teatro Olimpico di Vicenza, per la regia di Giuseppe Di Martino e costumi di Titus Vossberg, con Paola Borboni, Antonio Crast (Tommaso Moro), Antonio Pierfederici (Thomas Cromwell), Mila Vannucci, Franco Graziosi, Loris Gizzi, Nino Pavese, Ennio Balbo.

## Adattamenti
Sono state realizzate due versioni cinematografiche del dramma:
- Un uomo per tutte le stagioni - film del 1966 diretto da Fred Zinnemann
- Un uomo per tutte le stagioni - film del 1988 diretto da Charlton Heston

## Riconoscimenti
1962 - Tony Award
- migliore opera teatrale
- Miglior regia di un'opera teatrale a Noel Willman
- Miglior attore protagonista in un'opera teatrale a Paul Scofield
- Miglior tecnico luci in un'opera teatrale a Michael Burns
- Miglior produttore di un'opera teatrale a Robert Whitehead e Roger L. Stevens